# Carl-Erik Bissman
Carl-Erik Bissman (2 de enero de 1921-27 de junio de 2003) fue un deportista sueco que compitió en tiro con arco, en la modalidad de arco recurvo. Ganó dos medallas en el Campeonato Mundial de Tiro con Arco al Aire Libre de 1953, oro en la prueba por equipo y bronce en individual.

## Palmarés internacional
| Campeonato Mundial al Aire Libre | Campeonato Mundial al Aire Libre | Campeonato Mundial al Aire Libre | Campeonato Mundial al Aire Libre |
| Año                              | Lugar                            | Medalla                          | Prueba                           |
| -------------------------------- | -------------------------------- | -------------------------------- | -------------------------------- |
| 1953                             | Oslo (Noruega)                   | Medalla de oro                   | Equipo                           |
| 1953                             | Oslo (Noruega)                   | Medalla de bronce                | Individual                       |